# Gibberellinsyra
Gibberellinsyra (även känt som Gibberellin A3, GA och GA3) är ett hormon som finns i växter och svampar och ingår i gruppen gibberelliner. Dess kemiska formel är C19H22O6 och i ren form har det en vit till blekgul färg.

## Egenskaper
Växter i sitt normala tillstånd producerar stora mängder GA3. Det är möjligt att producera hormonet industriellt med hjälp av mikroorganismer. Gibberellinsyra är ett enkelt gibberellin, en pentacyklisk diterpensyra som främjar tillväxt och förlängning av celler. Det påverkar nedbrytningen av växter och hjälper växter att växa om de används i små mängder, men så småningom utvecklar växter tolerans mot det. GA stimulerar cellerna i groddfrön att producera mRNA-molekyler som kodar för hydrolytiska enzymer. Gibberellinsyra är ett mycket potent hormon vars naturliga förekomst i växter styr deras utveckling. Eftersom GA reglerar tillväxt kan tillämpningar med mycket låga koncentrationer ha en djupgående effekt medan för stor dos har motsatt effekt. Det används vanligtvis i koncentrationer mellan 0,01 och 10 mg/L.
GA identifierades första gången 1926 i Japan, som en metabolisk biprodukt av växtpatogenen Gibberella fujikuroi (därav namnet), som drabbar risplantor. Fujikuroiinfekterade växter utvecklar bakanae ("dum planta"), vilket får dem att snabbt förlängas utöver sin normala växthöjd. Växterna lägger sig då på grund av brist på stöd och dör.
Gibberelliner har ett antal effekter på växtutveckling. De kan stimulera snabb stam- och rottillväxt, medföra mitotisk uppdelning i bladen på vissa växter och öka frösättningshastigheten.

## Användning
Gibberellsyra används ibland i laboratorie- och växthusmiljöer för att utlösa spirning i frön som annars skulle förbli vilande. Det används också i stor utsträckning i druvodlingsindustrin som ett hormon för att inducera produktion av större klasar och större druvor, särskilt Thompson kärnfria druvor. I Okanagan- och Creston-dalarna används det också som tillväxtregulator inom körsbärsodling. Det används på clementin mandarin-apelsiner, som annars kan korsbefrukta med andra citrusfrukter och producera oönskade frön. Applicerad direkt på blommorna som en spray, möjliggör den produktion av clementiner full gröda av kärnfri frukt.
Gibberellinsyra används ofta i kornmaltindustrin där en lösning sprutas på kornet efter att stöpningsprocessen är klar. Detta stimulerar tillväxt i annars delvis vilande kärnor och ger en jämn och snabb tillväxt.